# Hohenlohekreis
Hohenlohekreis er efter indbyggertal den mindste landkreis i den tyske delstat Baden-Württemberg. Den hører til  Region Heilbronn-Franken i Regierungsbezirk Stuttgart. Hohenlohekreis grænser mod sydvest og vest til Landkreis Heilbronn, mod nord til Neckar-Odenwald-Kreis og Main-Tauber-Kreis og mod øst og syd  til Landkreis Schwäbisch Hall.

## Geografi
Hohenlohekreis er en del af landskaberne  Hohenloher Ebene og den sydlige del af  Bauland og mod syd  Waldenburger Bergen, der hører til  Naturpark Schwäbisch-Fränkischer Wald. Gennem området løber floderne Jagst Kocher der er bifloder til Neckar. Det højeste punkt i landkreisen er 523 moh. ved Waldenburg.
Der er omkring  320 navngivne byer, landsbyer og bebyggelser i Hohenlohekreis.

## Byer og kommuner
Kreisen havde 112010  indbyggere pr.  2018-12-31

| By           | Våben | Areal km² | Indb. 2018-12-31 | Moh. |
| ------------ | ----- | --------- | ---------------- | ---- |
| Forchtenberg |       | 38,07     | 5.057            | 223  |
| Ingelfingen  |       | 46,48     | 5.480            | 217  |
| Krautheim    |       | 52,91     | 4.613            | 298  |
| Künzelsau    |       | 75,17     | 15.391           | 218  |
| Neuenstein   |       | 47,84     | 6.531            | 284  |
| Niedernhall  |       | 17,71     | 4.106            | 202  |
| Öhringen, by |       | 67,79     | 24.374           | 230  |
| Waldenburg   |       | 31,55     | 3.094            | 506  |

| Kommune     | Våben | Areal km² | Indb. 2018-12-31 | Moh. |
| ----------- | ----- | --------- | ---------------- | ---- |
| Bretzfeld   |       | 64,69     | 12.651           | 210  |
| Dörzbach    |       | 32,36     | 2.485            | 242  |
| Kupferzell  |       | 54,28     | 6.164            | 340  |
| Mulfingen   |       | 80,08     | 3.643            | 263  |
| Pfedelbach  |       | 41,30     | 9.123            | 240  |
| Schöntal    |       | 81,65     | 5.610            | 209  |
| Weißbach    |       | 12,77     | 2.021            | 201  |
| Zweiflingen |       | 32,10     | 1.667            | 308  |

Kommunale samarbejder
1. Gemeindeverwaltungsverband „Hohenloher Ebene“ med sæde i  Neuenstein; Medlemskommuner: byerne Neuenstein og Waldenburg samt kommunen  Kupferzell
2. Gemeindeverwaltungsverband „Krautheim“ med sæde i  Krautheim; Medlemskommuner: Byen Krautheim og kommunerne Dörzbach og Mulfingen
3. Byen  Künzelsau og byen  Ingelfingen
4. Gemeindeverwaltungsverband „Mittleres Kochertal“ med sæde i  Niedernhall; Medlemskommuner: byerne Forchtenberg og Niedernhall samt kommunen Weißbach
5. Byen  Öhringen med kommunerne  Pfedelbach og Zweiflingen

## Eksterne kilder og henvisninger
- Wikimedia Commons har flere filer relateret til Hohenlohekreis
- Officiel Internetside for Landkreisen